# Adolf Giese (Politiker)
Adolf Giese (* 20. Juli 1906 in Thurow; † 7. November 1969 in Neustrelitz) war ein deutscher Politiker (KPD/DBD). Er war Mitbegründer der DBD im Land Mecklenburg.

## Leben
Der Forstarbeiter Giese war seit 1922 gewerkschaftlich organisiert, beteiligte sich an Streiks und war von Aussperrungen betroffen. 1928 trat er der KPD bei und arbeitete als Mitglied der KPD-Unterbezirksleitung Mecklenburg-Strelitz. Er war auch Mitglied in der Roten Hilfe und im Roten Frontkämpferbund. Ab dem 13. März 1932 bis Anfang 1933 gehörte Giese für die KPD dem Landtag von Mecklenburg-Strelitz an.
Nach der „Machtergreifung“ der Nationalsozialisten wurde er am 2. März 1933 in Neustrelitz von der Gestapo verhaftet und blieb bis Juli 1933 in „Schutzhaft“. Anschließend wurde er unter Polizeiaufsicht gestellt und zur Arbeit beim Straßenbau verpflichtet. 1943 wurde er zum Kriegsdienst in die Wehrmacht eingezogen. Er wurde an der Ostfront verwundet.
Im Juli 1945 kehrte Giese nach Neubrandenburg zurück und wurde Bürgermeister der Gemeinde Zirzow. 1946 fungierte er als Sekretär der KPD-Kreisleitung in Neubrandenburg und ab April als Sekretär der SED-Kreisleitung. Im Mai 1948 erhielt er den Auftrag, die DBD in Mecklenburg mit aufzubauen und war dann bis 1950 Vorsitzender der DBD in Neubrandenburg. 1952 gehörte er auch dem Parteischiedsgericht der DBD Mecklenburgs an. Im Dezember 1950 wurde er Landrat des Kreises Grimmen, später Vorsitzender des Rates des Kreises Templin und 1953 stellvertretender Vorsitzender des Rates des Bezirkes Neubrandenburg. Von 1955 bis 1959 wirkte er als Vorsitzender der LPG „Roter Stern“ in Neustrelitz.
Ab September 1949 bis zur Auflösung der Länder 1952 war Giese Mitglied des Landtags von Mecklenburg, anschließend Kreistagsabgeordneter. Im September 1966 wurde er als Abteilungsleiter beim Rat des Kreises Neustrelitz mit dem Vaterländischen Verdienstorden in Bronze ausgezeichnet.